# Skala T
 Ikke at forveksle med Skala TT.
Skala T (Tゲージ T geeji) er den mindste størrelse for seriefremstillede modeltog med størrelsesforholdet 1:450/1:480 og en sporvidde på 3 mm. T står for det engelske three (mm), 3 (mm), men skalaen stammer dog fra Japan.

## Størrelsesforhold og teknik
For tog der i virkeligheden kører på normalspor (1435 mm), f.eks. det japanske højhastighedstog Shinkansen, benyttes størrelsesforholdet 1:480. For tog der som de almindelige japanske kører på kapspor (1067 mm) benyttes 1:450. I begge tilfældes benyttes samme sporvidde i model, 3 mm, om end det for kapspor rettelig skulle være 2,4 mm.
På grund af den lille sporvidde er togene som udgangspunkt alt for lette til sikker drift. Dette problem løses dog ved hjælp af magnetiske hjul, og togene kan derfor endda teoretisk køre lodret. Til forbilledlig kørsel findes der transformatorer af høj kvalitet, og med de nyeste motorer er det endda muligt at rangere. Digitalisering forekommer derimod ikke men er planlagt på sigt.
| Skala | Betegnelse | Sporvidde i model | Sporvidde i virkeligheden | Matematisk korrekt sporvidde i model |
| ----- | ---------- | ----------------- | ------------------------- | ------------------------------------ |
| T     | Normalspor | 3 mm              | 1435 mm                   | 2,99 mm i 1:480                      |
| T     | Kapspor    | 3 mm              | 1067 mm                   | 2,4 mm i 1:450                       |

## Historie
Skala T blev præsenteret af den japanske producent KK Eishindo fra Osaka på Tokyo Toy Show i 2006. I 2007 kom den i handelen og afløste da skala ZZ (1:300) fra 2005 og skala Z (1:220) fra 1972 som den mindste seriefremstillede størrelse for modeltog. I 2009 blev produktionen overgivet til Railway Shop i Hong Kong, og KK Eishindo er herefter kun licensgiver for modeller og patenter. Produktionen foregår på en særlig fabrik i nærheden af Hong Kong.
I forhold til andre størrelser modeltog er skala T stadig noget eksotisk men har dog etableret sig i både USA, Storbritannien, Australien og Tyskland, idet salget især retter sig mod Europa. Der produceres hovedsageligt japanske modeller, men en model af det tyske højhastighedstog ICE3 kom dog på markedet i 2013. Desuden laver et britisk firma også enkelte tog og et messingbyggesæt til et diesellokomotiv. Af tilbehør findes der kun enkelte produkter og byggesæt. Sammenlagt må markedet derfor siges at være ret overskueligt.